# Birk Risa
Birk Risa (Stavanger, 13 febbraio 1998) è un calciatore norvegese, difensore del Molde.

## Carriera

### Club
Risa ha giocato nelle giovanili del Sola prima e del Sandnes Ulf poi, venendo aggregato alla prima squadra per la stagione 2014, con il numero 36. Non ha disputato alcun incontro ufficiale. Nel mese di agosto 2014, Risa ha lasciato il Sandnes Ulf e la Norvegia per trasferirsi ai tedeschi del Colonia, venendo aggregato alle formazioni giovanili.
Il 19 febbraio 2017 ha avuto l'opportunità di esordire per il Colonia II, squadra riserve del club e militante in Regionalliga: è stato schierato titolare nella sconfitta per 3-2 maturata sul campo del Siegen.
Il 1º aprile 2017 si è accomodato in panchina in occasione della 26ª giornata della Bundesliga, vestendo la maglia numero 31 e non venendo impiegato in occasione della sconfitta per 2-1 maturata sul campo dell'Amburgo.
Risa ha continuato ad alternarsi tra prima squadra e riserve: con queste ultime, in data 25 ottobre 2017 ha trovato la prima rete, nella vittoria per 6-3 sul Wuppertaler. Con la prima squadra, il 10 dicembre ha giocato la prima partita in Bundesliga, sostituendo Konstantin Rausch nella sconfitta casalinga per 3-4 contro il Friburgo.
Il 29 marzo 2018 ha fatto ufficialmente ritorno in Norvegia, firmando un contratto quadriennale con l'Odd: ha scelto di vestire la maglia numero 9.
Il 6 ottobre 2020 è stato ingaggiato a titolo definitivo dal Molde, a cui si è legato fino al 31 dicembre 2023.
Il 17 luglio 2023 è passato al New York City, a cui si è legato fino al 31 dicembre 2025, con opzione per un'ulteriore stagione.

### Nazionale
Risa ha rappresentato la Norvegia a livello Under-15, Under-16, Under-17, Under-18, Under-19 e Under-21. Per quanto concerne quest'ultima selezione, il 30 maggio 2017 ha ricevuto la prima convocazione dal commissario tecnico Leif Gunnar Smerud in vista della partita da disputarsi contro il Kosovo, valida per le qualificazioni al campionato europeo 2019, da giocarsi il 12 giugno. È stato quindi schierato titolare nel corso di questa sfida, che la Norvegia ha vinto col punteggio di 5-0, risultato a cui Risa ha contribuito con una rete. Il risultato è stato poi rovesciato in una sconfitta a tavolino dall'UEFA, poiché Kristoffer Ajer è stato utilizzato in questa partita mentre doveva scontare una giornata di squalifica rimediata precedentemente in Under-19.

## Statistiche

### Presenze e reti nei club
Statistiche aggiornate al 26 gennaio 2022.
| Stagione          | Club              | Campionato        | Campionato | Campionato | Coppe nazionali | Coppe nazionali | Coppe nazionali | Coppe continentali | Coppe continentali | Coppe continentali | Supercoppe | Supercoppe | Supercoppe | Totale | Totale |
| Stagione          | Club              | Comp              | Pres       | Reti       | Comp            | Pres            | Reti            | Comp               | Pres               | Reti               | Comp       | Pres       | Reti       | Pres   | Reti   |
| ----------------- | ----------------- | ----------------- | ---------- | ---------- | --------------- | --------------- | --------------- | ------------------ | ------------------ | ------------------ | ---------- | ---------- | ---------- | ------ | ------ |
| gen.-ago. 2014    | Sandnes Ulf       | ES                | 0          | 0          | CN              | 0               | 0               | -                  | -                  | -                  | -          | -          | -          | 0      | 0      |
| 2016-2017         | Colonia II        | RL                | 7          | 0          | -               | -               | -               | -                  | -                  | -                  | -          | -          | -          | 7      | 0      |
| 2017-mar. 2018    | Colonia II        | RL                | 13         | 3          | -               | -               | -               | -                  | -                  | -                  | -          | -          | -          | 13     | 3      |
| Totale Colonia II | Totale Colonia II | Totale Colonia II | 20         | 3          |                 | -               | -               |                    | -                  | -                  |            | -          | -          | 20     | 3      |
| 2016-2017         | Colonia           | BL                | 0          | 0          | CG              | 0               | 0               | -                  | -                  | -                  | -          | -          | -          | 0      | 0      |
| 2017-mar. 2018    | Colonia           | BL                | 2          | 0          | CG              | 0               | 0               | -                  | -                  | -                  | -          | -          | -          | 2      | 0      |
| Totale Colonia    | Totale Colonia    | Totale Colonia    | 2          | 0          |                 | 0               | 0               |                    | -                  | -                  |            | -          | -          | 2      | 0      |
| 2018              | Odd               | ES                | 26         | 1          | CN              | 3               | 1               | -                  | -                  | -                  | -          | -          | -          | 29     | 2      |
| 2019              | Odd               | ES                | 30         | 2          | CN              | 5               | 0               | -                  | -                  | -                  | -          | -          | -          | 35     | 2      |
| gen.-ott. 2020    | Odd               | ES                | 20         | 1          | -               | -               | -               | -                  | -                  | -                  | -          | -          | -          | 20     | 1      |
| Totale Odd        | Totale Odd        | Totale Odd        | 76         | 4          |                 | 8               | 1               |                    | -                  | -                  |            | -          | -          | 84     | 5      |
| ott.-dic. 2020    | Molde             | ES                | 7          | 0          | -               | -               | -               | UEL                | 5                  | 0                  | -          | -          | -          | 12     | 0      |
| 2021              | Molde             | ES                | 17         | 3          | CN              | 3               | 0               | UECL               | 4                  | 0                  | -          | -          | -          | 24     | 3      |
| Totale Molde      | Totale Molde      | Totale Molde      | 24         | 3          |                 | 3               | 0               |                    | 9                  | 0                  |            | -          | -          | 36     | 3      |
| Totale            | Totale            | Totale            | 122        | 7          |                 | 11              | 1               |                    | 9                  | 0                  |            | -          | -          | 142    | 8      |

## Palmarès

### Club

#### Competizioni nazionali
- Coppa di Norvegia: 1

Molde: 2021-2022